# جغدک جنگلی
جغدک جنگلی (نام علمی: Heteroglaux blewitti) نام یک گونه از تیره جغدان راستین است.